# 다시, 첫사랑
《다시, 첫사랑》은 2016년 11월 28일부터 2017년 4월 21일까지 방영된 KBS 2TV 저녁일일드라마이다.

## 기획 의도
첫사랑에 갇혀 사는 남자와 첫사랑을 지운 여자가 8년 만에 다시 재회하면서 벌어지는 이야기를 그린 드라마

## 제작진

### 연출
- 윤창범 : (KBS2 수목미니시리즈 《무당》(조연출), KBS2 수목미니시리즈 《창공》(조연출), 《아씨》(공동연출), KBS1 아침 TV 소설《은아의 뜰》(연출), KBS1 대하드라마 《왕과 비》(공동연출), KBS2 월화미니시리즈 《귀여운 여인》(연출), KBS1 대하드라마 《명성황후》(공동연출), KBS1 대하드라마 《무인시대》(공동연출), KBS1 주말특별기획드라마 《서울 1945》(공동연출), KBS1 대하드라마 《대왕 세종》(조연출), KBS2 납량특선드라마 《전설의 고향》(공동연출), KBS2 납량특선드라마 《전설의 고향》(공동연출), KBS1 대하드라마 《근초고왕》(공동연출), KBS2 주말연속극 《같이 살래요》(연출)

### 극본
- 박필주 : ( KBS2 드라마스페셜 2014 《괴물(怪物)》(집필), KBS2 월화미니시리즈 《내일도 칸타빌레》(공동집필), KBS2 주말연속극 《파랑새의 집》(5회 ~ 50회 집필), KBS2 주말연속극 《같이 살래요》(집필), KBS2 월화드라마 《붉은 단심》(집필) 등 집필 )

## 등장인물

### 주요 인물
- 명세빈 : 이하진 역 도윤의 연인 가온의 친모
- 김승수 : 차도윤 역 하진의 연인 민희의 남편 가온의 친부
- 왕빛나 : 백민희 역 (아역 : 강지우) 도윤의 처
- 박정철 : 최정우 역 혜린의 친부

### 이하진의 주변인물
- 이덕희 : 홍미애 역
- 강서하 : 천세연 역 (아역 : 박하영) 가온의 이모
- 강남길 : 박 사장 역

### 차도윤의 주변인물
- 김보미 : 김말순 역
- 정한용 : 차덕배 역
- 조은숙 : 윤화란 역
- 윤채성 : 차태윤 역 가온의 삼촌
- 엄채영 : 차혜린 / 최혜린 역 정우의 친딸

### 백민희의 주변인물
- 서이숙 : 김영숙 역
- 김영기 : 백 총장 역

### 그외 인물들
- 정애연 : 서 여사 역
- 박정우 : 남 실장 역
- 최승훈 : 차가온 역 도윤과 하진의 친아들 태윤과 세연의 친조카
- 이우석
- 허준호 : 조 회장 역 (특별출연)
- 한진희 : 교장 역 (특별출연)
- 배용준 : 차도윤의 친구 역 (특별출연)
- 윤용현 : 조 차장 역 (특별출연)
- 박인환
- 손현주
- 권해효
- 조현건
- 민대식
- 이서아
- 이아주
- 신재도
- 김영희
- 이상홍
- 김진국
- 김가빈
- 백남준
- 최영경
- 이택근
- 김광영
- 송원석
- 손상연 : 황제하 역
- 한소현
- 서동건
- 김서유
- 김연희
- 박정상
- 이태승
- 김하윤
- 최정원
- 김주환
- 오영근
- 변우종 : 검사 역
- 김미혜
- 김준원
- 최영경
- 문기영
- 신영일
- 김가란 : 유정 역
- 김재인

### 특별출연
- 박상면 : 장영수 대표 역
- 이원일 : 심사위원 역
- 박슬기 : 돈가스 가게점장 역
- 정명준 : 백민희 변호사 역
- 허진 : 사채업자 역

## 시청률
최저 시청률과 최고 시청률은 시청률 조사회사와 지역별로 시청률에 차이가 있을 수 있습니다.
| 2016년      | 2016년      | 2016년         | 2016년       | 2016년         | 2016년       |
| 회차        | 방송일      | TNmS 시청률    | TNmS 시청률  | AGB 시청률     | AGB 시청률   |
| 회차        | 방송일      | 대한민국(전국) | 서울(수도권) | 대한민국(전국) | 서울(수도권) |
| ----------- | ----------- | -------------- | ------------ | -------------- | ------------ |
| 제1회       | 11월 28일   | 16.7%          | 15.5%        | 14.9%          | 15.4%        |
| 제2회       | 11월 29일   | 16.8%          | 15.2%        | 14.0%          | 13.0%        |
| 제3회       | 11월 30일   | 16.6%          | 15.1%        | 14.3%          | 13.8%        |
| 제4회       | 12월 1일    | 16.7%          | 14.9%        | 13.7%          | 13.2%        |
| 제5회       | 12월 2일    | 16.0%          | 14.0%        | 13.5%          | 13.1%        |
| 제6회       | 12월 5일    | 17.9%          | 17.1%        | 16.0%          | 15.8%        |
| 제7회       | 12월 6일    | 19.2%          | 16.8%        | 14.8%          | 13.7%        |
| 제8회       | 12월 7일    | 16.9%          | 14.9%        | 15.1%          | 14.4%        |
| 제9회       | 12월 8일    | 18.2%          | 17.0%        | 15.9%          | 14.9%        |
| 제10회      | 12월 9일    | 15.6%          | 14.8%        | 13.7%          | 13.3%        |
| 제11회      | 12월 12일   | 18.8%          | 17.4%        | 16.5%          | 16.2%        |
| 제12회      | 12월 13일   | 18.7%          | 16.6%        | 15.6%          | 14.8%        |
| 제13회      | 12월 14일   | 17.3%          | 15.5%        | 15.4%          | 15.3%        |
| 제14회      | 12월 15일   | 18.8%          | 17.1%        | 16.6%          | 15.7%        |
| 제15회      | 12월 16일   | 16.7%          | 15.5%        | 15.9%          | 14.9%        |
| 제16회      | 12월 19일   | 17.4%          | 15.6%        | 16.9%          | 16.8%        |
| 제17회      | 12월 20일   | 19.3%          | 16.8%        | 16.2%          | 15.4%        |
| 제18회      | 12월 21일   | 18.6%          | 16.6%        | 16.6%          | 16.3%        |
| 제19회      | 12월 22일   | 19.1%          | 17.5%        | 17.6%          | 17.3%        |
| 제20회      | 12월 23일   | 18.6%          | 16.4%        | 16.1%          | 14.8%        |
| 제21회      | 12월 26일   | 17.9%          | 15.6%        | 17.1%          | 16.3%        |
| 제22회      | 12월 27일   | 20.1%          | 19.3%        | 16.9%          | 15.5%        |
| 제23회      | 12월 28일   | 18.3%          | 16.9%        | 17.6%          | 17.3%        |
| 제24회      | 12월 29일   | 19.6%          | 17.8%        | 18.1%          | 17.3%        |
| 제25회      | 12월 30일   | 18.3%          | 16.8%        | 17.1%          | 16.4%        |
| 2017년      |             |                |              |                |              |
| 제26회      | 1월 2일     | 19.6%          | 18.3%        | 18.2%          | 17.3%        |
| 제27회      | 1월 3일     | 21.0%          | 19.0%        | 18.8%          | 17.3%        |
| 제28회      | 1월 4일     | 20.0%          | 18.3%        | 17.9%          | 17.3%        |
| 제29회      | 1월 5일     | 20.1%          | 18.0%        | 18.7%          | 18.0%        |
| 제30회      | 1월 6일     | 20.0%          | 18.3%        | 17.1%          | 16.3%        |
| 제31회      | 1월 9일     | 20.1%          | 18.4%        | 18.4%          | 17.6%        |
| 제32회      | 1월 10일    | 20.9%          | 18.7%        | 18.6%          | 17.1%        |
| 제33회      | 1월 11일    | 20.1%          | 18.9%        | 19.2%          | 18.1%        |
| 제34회      | 1월 12일    | 21.2%          | 19.5%        | 18.7%          | 17.8%        |
| 제35회      | 1월 13일    | 20.4%          | 18.4%        | 17.6%          | 16.6%        |
| 제36회      | 1월 16일    | 21.8%          | 19.5%        | 19.5%          | 18.1%        |
| 제37회      | 1월 17일    | 22.1%          | 20.4%        | 19.7%          | 18.4%        |
| 제38회      | 1월 18일    | 20.1%          | 18.0%        | 18.5%          | 17.5%        |
| 제39회      | 1월 19일    | 22.2%          | 19.5%        | 18.9%          | 18.2%        |
| 제40회      | 1월 20일    | 18.4%          | 17.0%        | 17.3%          | 15.9%        |
| 제41회      | 1월 23일    | 21.6%          | 19.0%        | 19.9%          | 18.7%        |
| 제42회      | 1월 24일    | 21.4%          | 19.4%        | 19.2%          | 17.1%        |
| 제43회      | 1월 25일    | 19.7%          | 17.5%        | 18.0%          | 16.7%        |
| 제44회      | 1월 26일    | 20.1%          | 17.5%        | 18.7%          | 17.7%        |
| 제45회      | 1월 27일    | 12.9%          | 12.2%        | 11.2%          | 11.0%        |
| 제46회      | 1월 31일    | 21.8%          | 20.3%        | 20.6%          | 19.1%        |
| 제47회      | 2월 1일     | 21.1%          | 18.1%        | 19.8%          | 17.8%        |
| 제48회      | 2월 2일     | 21.9%          | 20.2%        | 21.7%          | 20.5%        |
| 제49회      | 2월 3일     | 19.2%          | 17.2%        | 19.7%          | 18.1%        |
| 제50회      | 2월 6일     | 19.9%          | 18.0%        | 20.5%          | 19.2%        |
| 제51회      | 2월 7일     | 20.5%          | 17.3%        | 20.9%          | 19.5%        |
| 제52회      | 2월 8일     | 21.3%          | 19.2%        | 20.7%          | 19.2%        |
| 제53회      | 2월 9일     | 19.9%          | 17.5%        | 20.4%          | 19.1%        |
| 제54회      | 2월 10일    | 20.9%          | 17.5%        | 19.7%          | 17.7%        |
| 제55회      | 2월 13일    | 21.4%          | 20.1%        | 21.8%          | 20.7%        |
| 제56회      | 2월 14일    | 20.6%          | 19.4%        | 19.9%          | 18.3%        |
| 제57회      | 2월 15일    | 19.4%          | 18.1%        | 19.8%          | 18.1%        |
| 제58회      | 2월 16일    | 21.3%          | 19.1%        | 20.7%          | 19.1%        |
| 제59회      | 2월 17일    | 20.5%          | 18.7%        | 20.6%          | 18.7%        |
| 제60회      | 2월 20일    | 19.8%          | 19.1%        | 21.8%          | 20.8%        |
| 제61회      | 2월 21일    | 18.8%          | 17.3%        | 20.6%          | 19.0%        |
| 제62회      | 2월 22일    | 20.9%          | 18.1%        | 20.4%          | 19.0%        |
| 제63회      | 2월 23일    | 20.7%          | 18.0%        | 21.1%          | 19.8%        |
| 제64회      | 2월 24일    | 21.4%          | 19.8%        | 20.6%          | 18.8%        |
| 제65회      | 2월 27일    | 21.1%          | 18.8%        | 20.2%          | 18.4%        |
| 제66회      | 2월 28일    | 21.9%          | 19.2%        | 21.6%          | 20.3%        |
| 제67회      | 3월 1일     | 22.0%          | 19.5%        | 22.7%          | 20.8%        |
| 제68회      | 3월 2일     | 22.7%          | 20.6%        | 22.5%          | 20.8%        |
| 제69회      | 3월 3일     | 22.1%          | 20.4%        | 20.3%          | 19.5%        |
| 제70회      | 3월 6일     | 21.1%          | 18.4%        | 21.4%          | 19.6%        |
| 제71회      | 3월 7일     | 22.0%          | 19.6%        | 22.1%          | 20.0%        |
| 제72회      | 3월 8일     | 21.8%          | 19.5%        | 21.8%          | 19.6%        |
| 제73회      | 3월 9일     | 20.7%          | 18.8%        | 22.6%          | 20.7%        |
| 제74회      | 3월 10일    | 19.2%          | 16.6%        | 19.1%          | 18.2%        |
| 제75회      | 3월 13일    | 22.4%          | 19.8%        | 21.7%          | 20.2%        |
| 제76회      | 3월 14일    | 23.2%          | 19.7%        | 22.7%          | 21.4%        |
| 제77회      | 3월 15일    | 21.6%          | 19.5%        | 21.8%          | 19.3%        |
| 제78회      | 3월 16일    | 25.5%          | 22.9%        | 22.6%          | 20.5%        |
| 제79회      | 3월 17일    | 22.7%          | 22.0%        | 20.9%          | 19.7%        |
| 제80회      | 3월 20일    | 24.8%          | 23.0%        | 22.9%          | 21.5%        |
| 제81회      | 3월 21일    | 24.1%          | 21.5%        | 23.3%          | 21.7%        |
| 제82회      | 3월 22일    | 25.7%          | 23.2%        | 22.4%          | 20.6%        |
| 제83회      | 3월 23일    | 26.0%          | 22.6%        | 23.5%          | 21.9%        |
| 제84회      | 3월 24일    | 24.6%          | 22.1%        | 21.5%          | 20.1%        |
| 제85회      | 3월 27일    | 25.5%          | 23.5%        | 23.4%          | 21.4%        |
| 제86회      | 3월 28일    | 25.8%          | 21.5%        | 23.5%          | 22.1%        |
| 제87회      | 3월 29일    | 25.6%          | 22.9%        | 22.0%          | 20.2%        |
| 제88회      | 3월 30일    | 25.4%          | 22.7%        | 22.2%          | 21.1%        |
| 제89회      | 3월 31일    | 24.4%          | 21.5%        | 22.5%          | 21.2%        |
| 제90회      | 4월 3일     | 25.5%          | 23.0%        | 22.5%          | 21.1%        |
| 제91회      | 4월 4일     | 24.2%          | 20.2%        | 21.1%          | 19.5%        |
| 제92회      | 4월 5일     | 24.3%          | 20.9%        | 22.4%          | 20.0%        |
| 제93회      | 4월 6일     | 24.4%          | 21.5%        | 21.4%          | 19.5%        |
| 제94회      | 4월 7일     | 23.3%          | 21.2%        | 19.8%          | 19.1%        |
| 제95회      | 4월 10일    | 24.6%          | 21.4%        | 20.8%          | 18.8%        |
| 제96회      | 4월 11일    | 24.2%          | 22.4%        | 20.5%          | 18.8%        |
| 제97회      | 4월 12일    | 23.8%          | 20.6%        | 20.5%          | 18.5%        |
| 제98회      | 4월 13일    | 23.4%          | 19.9%        | 20.9%          | 19.6%        |
| 제99회      | 4월 14일    | 24.3%          | 22.4%        | 21.5%          | 20.2%        |
| 제100회     | 4월 17일    | 26.1%          | 23.6%        | 23.7%          | 22.0%        |
| 제101회     | 4월 18일    | 25.6%          | 22.5%        | 22.7%          | 20.5%        |
| 제102회     | 4월 19일    | 23.7%          | 21.0%        | 20.0%          | 17.4%        |
| 제103회     | 4월 20일    | 24.0%          | 20.1%        | 21.9%          | 20.2%        |
| 제104회     | 4월 21일    | 24.7%          | 20.7%        | 21.4%          | 20.3%        |
| 평균 시청률 | 평균 시청률 | 21.1%          | 18.9%        | 19.5%          | 18.2%        |

## 결방 사유 및 연장
- 2017년 1월 30일 : 설 특선영화 《미션 임파서블: 로그네이션》 편성 관계로 결방.
- 다시, 첫사랑 방영 분량이 100부작에서 4회 연장되어 104부작으로 변경 및 확정되었다.

## 수상 및 후보
| 연도 | 시상식       | 부문                    | 수상자        | 결과 |
| ---- | ------------ | ----------------------- | ------------- | ---- |
| 2017 | KBS 연기대상 | 일일극 부문 남자 우수상 | 김승수        | 수상 |
| 2017 | KBS 연기대상 | 일일극 부문 여자 우수상 | 명세빈        | 수상 |
| 2017 | KBS 연기대상 | 베스트 커플상           | 김승수·명세빈 | 후보 |

## 참고 사항
- KBS 미디어가 《부탁해요, 엄마》에 이어 두 번째로 외주제작한[3] 비(非) 미니시리즈 작품이었으며 KBS 2TV 일일드라마 중 처음이자 마지막 프리랜서 PD(장수봉)가[4] 연출을 맡았던 《결혼합시다》 이후 대부분 2TV 일일극들이 '무늬만' 외주제작이기도[5] 했다.
- 월화 미니시리즈 《강적들》 수목 미니시리즈 《파트너》에 이어 KBS 미디어가 3번째로 단독 외주제작한 작품이었는데 KBS 미디어는 해당 작품 이후 차기 외주제작한 월화 미니시리즈 《완벽한 아내》(공동제작)를 끝으로 드라마사업팀을 자회사 몬스터유니온에 이관했다.[3]
- 2017년 3월 10일 오전 재방송 도중 박근혜 대통령 탄핵 심판 인용 속보 자막이 나왔는데 이 과정에서 '대통령'을 '대텅령'으로[6] 잘못 표기했다.